# Мартинци Михољачки
Мартинци Михољачки су насељено место у општини Подравска Мославина, Осјечко-барањска жупанија, Хрватска.

## Историја
До територијалне реорганизације у Хрватској били су у саставу старе општине Доњи Михољац.

## Становништво
У попису становништва из 2011. године, Мартинци Михољачки су имали 37 становника.
| Број становника према пописима | Број становника према пописима | Број становника према пописима | Број становника према пописима | Број становника према пописима | Број становника према пописима | Број становника према пописима | Број становника према пописима | Број становника према пописима | Број становника према пописима | Број становника према пописима | Број становника према пописима | Број становника према пописима | Број становника према пописима | Број становника према пописима | Број становника према пописима |
| ------------------------------ | ------------------------------ | ------------------------------ | ------------------------------ | ------------------------------ | ------------------------------ | ------------------------------ | ------------------------------ | ------------------------------ | ------------------------------ | ------------------------------ | ------------------------------ | ------------------------------ | ------------------------------ | ------------------------------ | ------------------------------ |
| 1857                           | 1869                           | 1880                           | 1890                           | 1900                           | 1910                           | 1921                           | 1931                           | 1948                           | 1953                           | 1961                           | 1971                           | 1981                           | 1991                           | 2001                           | 2011                           |
| 0                              | 155                            | 169                            | 243                            | 255                            | 238                            | 204                            | 300                            | 406                            | 428                            | 382                            | 238                            | 84                             | 63                             | 48                             | 37                             |

Напомена: Исказује се као део насеља од 1869, а као самостално насеље од 1948. До 1900. исказивано под именом Мартинци. Године 1981. увећан припајањем насеља Орешњак које је престало да постоји. Садржи податке за то бивше насеље од 1869. до 1971.

### Попис1991.
У попису становништва из 1991. године, Мартинци Михољачки је имало 63 становника, следећег националног састава:
| Попис 1991.‍  | Попис 1991.‍  | Попис 1991.‍ | Попис 1991.‍ | Попис 1991.‍ |
| ------------ | ------------ | ----------- | ----------- | ----------- |
|              |              |             |             |             |
| Срби         | Срби         |             | 47          | 74,60%      |
| Хрвати       | Хрвати       |             | 14          | 22,22%      |
| Југословени  | Југословени  |             | 1           | 1,58%       |
| неопредељени | неопредељени |             | 1           | 1,58%       |
| укупно: 63   |              |             |             |             |